# جان مارك فورلان
جان مارك فورلان (بالفرنسية: Jean-Marc Furlan)‏ (20 نوفمبر 1957 في جيروند) لاعب كرة قدم فرنسي معتزل كان يجيد اللعب في خط الدفاع . وحاليا هو مدرب نادي الدرجة الأولى ستراسبورغ الفرنسي .

## روابط خارجية
- جان مارك فورلان على موقع قاعدة بيانات كرة القدم.إي يو (الإنجليزية)
- جان مارك فورلان على موقع ليكيب (الفرنسية)
- جان مارك فورلان على موقع Soccerbase.com (مدرب) (الإنجليزية)
- جان مارك فورلان على موقع Soccerway.com (الإنجليزية)
- جان مارك فورلان على موقع عالم كرة القدم.نت (الإنجليزية)
- جان مارك فورلان على موقع GSA (الإنجليزية)